# Battaglia di Porto Praya
La battaglia di Porto Praya fu una battaglia navale che ebbe luogo durante la Rivoluzione americana il 16 aprile 1781 tra la flotta britannica comandata dal commodoro George Johnstone e quella francese guidata da Pierre André de Suffren de Saint Tropez.
Entrambe le flotte erano in rotta per il Capo di Buona Speranza; i britannici per togliere il controllo del Capo agli olandesi, i francesi per difendere i loro possedimenti nell'Oceano Indiano. Il convoglio britannico e le navi da guerra che lo scortavano erano ancorate nel porto di Capo Verde, quando sopraggiunse lo squadrone francese che attaccò le navi di Sua Maestà. Nonostante il fattore sorpresa la flotta francese fu costretta a ritirarsi, in quanto alcune delle sue navi non erano pronte allo scontro. Questo consentì ai britannici di affrontare gli olandesi al Capo di Buona Speranza, prima di continuare il proprio viaggio verso l'isola di Mauritius.